# Закон толерантности Шелфорда
Закон толерантности Шелфорда — закон, согласно которому существование вида определяется лимитирующими факторами, находящимися не только в минимуме, но и в максимуме. Дополняет закон минимума Либиха, где речь лишь о минимуме.
Сформулирован Виктором Эрнестом Шелфордом в 1911 году.

## Формулировка
«Лимитирующим фактором процветания организма может быть как минимум, так и максимум экологического влияния, диапазон между которыми определяет степень выносливости (толерантности) организма к данному фактору».
Пример: непереносимыми для живых организмов могут быть не только недостаток (на что указывал ещё Либих), но и избыток тепла, света и воды. Любой фактор, находящийся в избытке или недостатке, может ограничивать рост и развитие организмов и популяций.